# 午砲

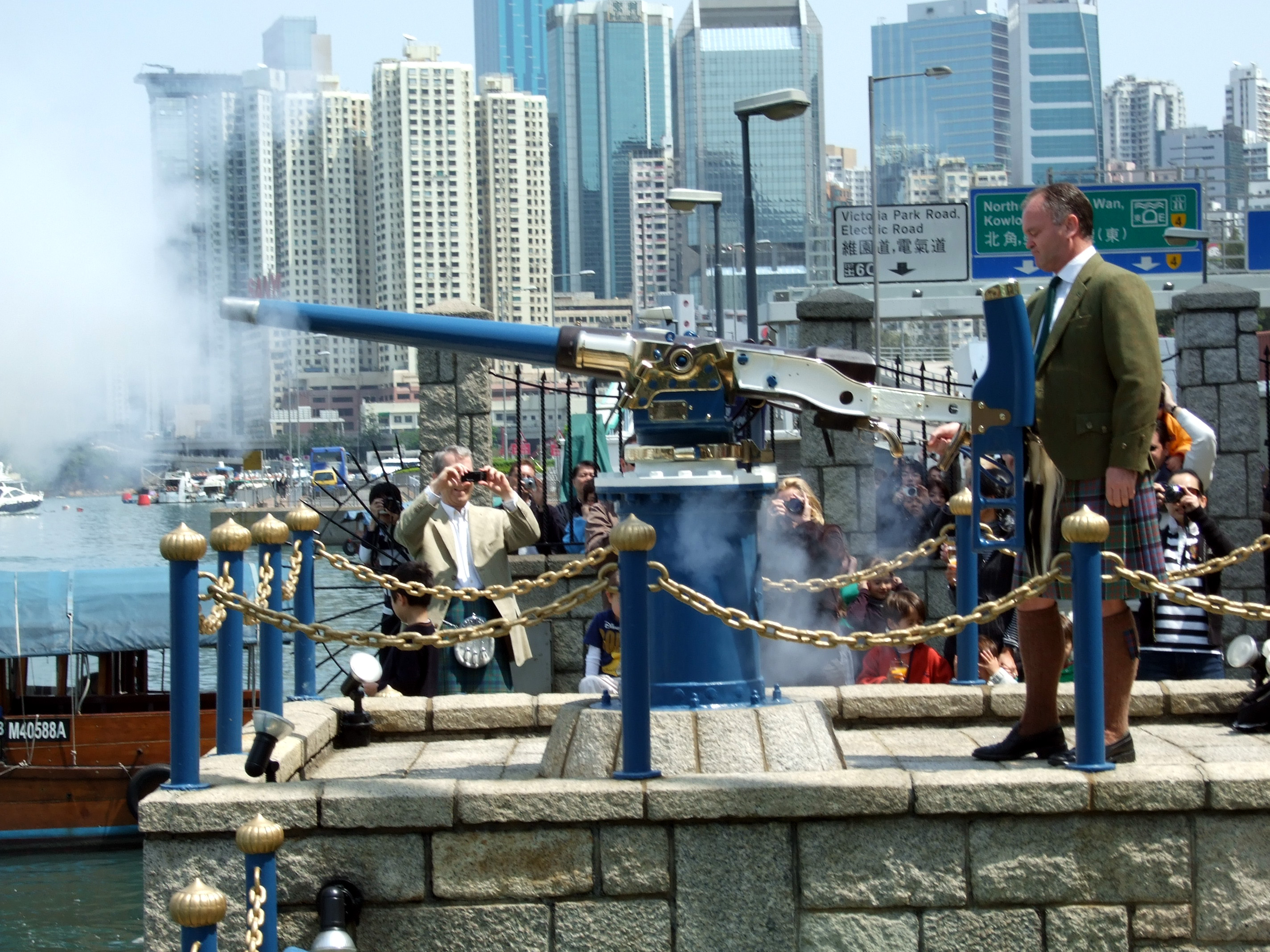
香港島の午砲・ヌーンデイ・ガン

午砲（ごほう、Time Gun、Noon-day Gun）とは時間を知らしめる（時報）ため撃つ大砲（空砲）のことである。日本では正午に撃つことが多かったため、正午の砲として午砲と称され、俗に「昼ドン」あるいは単に「ドン」と呼ばれた。初めて午砲を制度化したイギリスでは1日の間に数回撃つ例もあり、特に報時の回数、時間に決めは無い。午砲を撃った場所は午砲台もしくは午砲所と呼ばれた。

## 概要
- イギリスの海外進出が盛んになった18世紀末、港に停泊する船舶に対して正確な時間を知らしめるために始まったとされる。やがて、イギリス植民地の港などを中心に世界中に広まった。
- 市内に響き渡らせるためには結構な騒音となること、黒色火薬の消費量も多く経費が掛かることなどから時計の精度が向上した20世紀前半には廃れた。
- 香港やハリファックス（カナダ）などの港町では、現在も伝統的行事として午砲が撃たれている。

## 日本の午砲

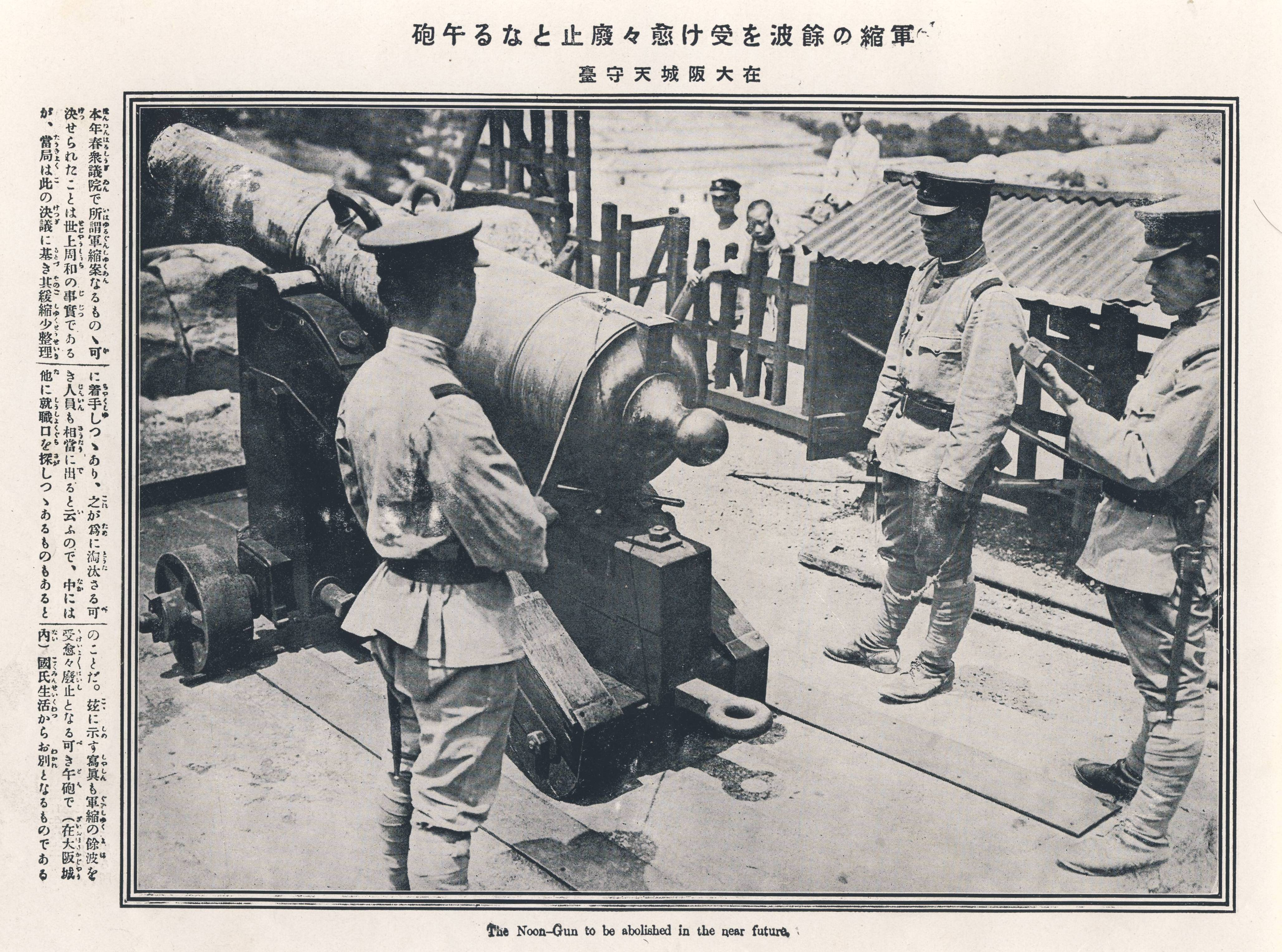
大阪城の午砲（どん）。
廃止直前の様子（1922年9月）。

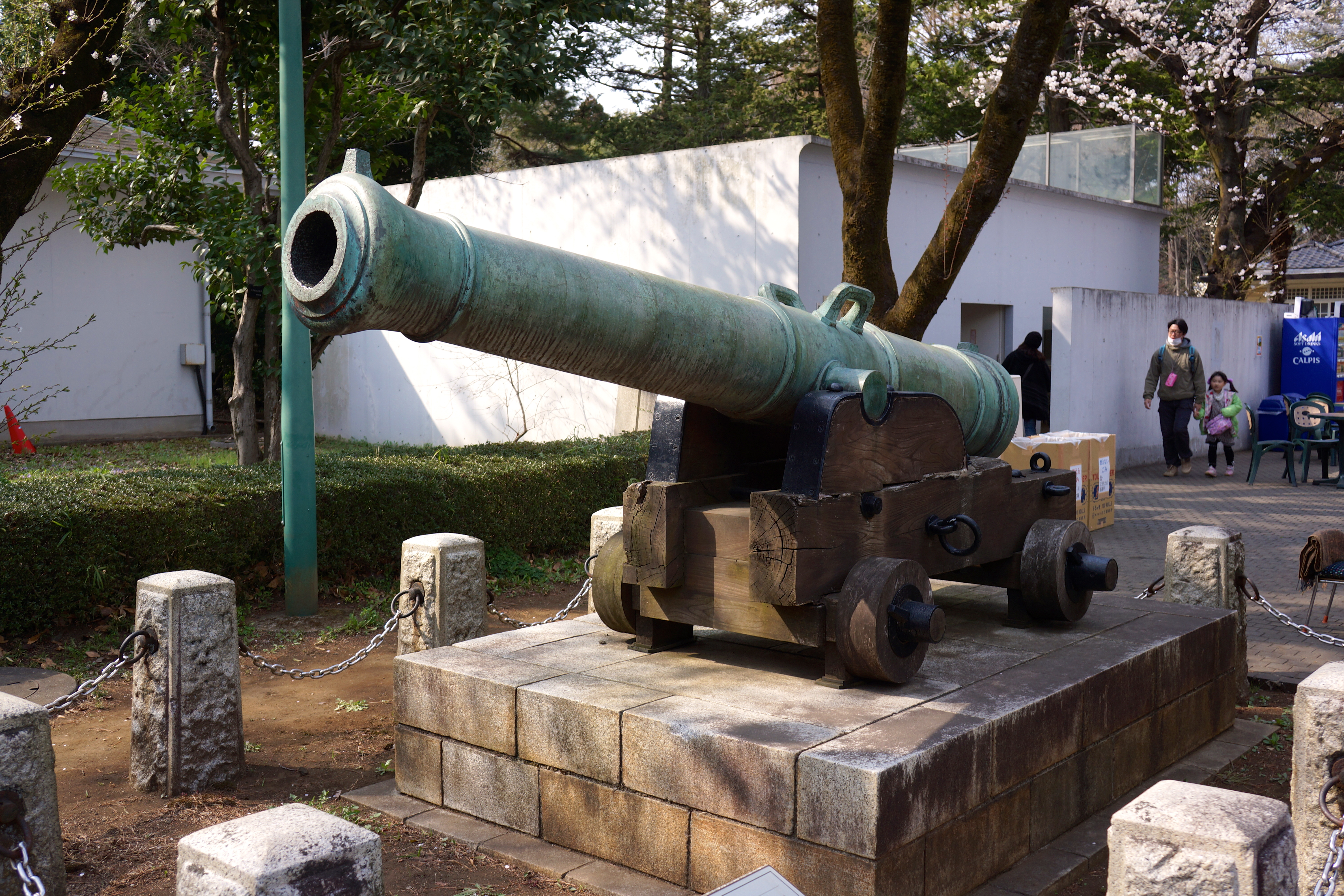
東京の午砲に使用された大砲は、現在江戸東京たてもの園で保存展示されている。

日本では江戸時代末期に行われていたという記録も散見されるが、組織化されたきっかけは1871年（明治3年）の午砲の制により制度化されたことによる。大都市を中心に、午砲台（所）が設置された。兵部省で「真時正刻は胸臆手記することがはなはだむつかしい」という理由で東京の午砲執行を計画した。すなわち「旧本丸中に於て、昼十二時大砲一発ずつ毎日時号砲執行致し且つ諸官員より府下遠近の人民に至るまで普く時刻の正当を知り易くし以て各所持する時計も正信を取る所これあり候よう致し度、云々」という伺書を兵部省より太政官に提出したところ太政官においてもその必要をみとめ、同年9月2日（10月15日）達しで9日（22日）から執行させることとなった。すなわち皇城内中央気象台の隣地練兵場に正午所をもうけ、近衛師団の砲兵に行わせ、下士1名と上等兵2名が来所して発砲した。天文台から電信の打ち合わせでその日打ち出した大砲の号砲の響きは、俗に「丸の内のドン」を午砲の代名詞とした。
午砲は東京のほかにも、師団所在地で執行された。大阪市でも東京と同じ年に天保山からの午砲を陸軍から始め、翌1872年（明治4年）には大阪城に移転して続けられた。これらの午砲の運営は主に陸軍が行ったが、後に海軍や測候所、地方自治体も参画している。福岡市のように、企業が午砲を運営したが、経営悪化から市役所に移管された例もある。
1888年（明治21年）1月1日に日本標準時が適用される際、神奈川県では当日午前0時に野毛山で号砲を発した。
1920年代以降、陸軍省の軍縮や予算削減で午砲が廃止されるようになる。東京の午砲は1922年（大正11年）9月15日限りでこれを廃止され、東京市が午砲の事業を引き継いだ。1928年（昭和3年）10月14日には、正午の5分前に誤って東京市の午砲が撃たれ、翌日付の『東京朝日新聞』朝刊に謝罪広告が出された。1929年（昭和4年）4月30日まで運営されたが、翌5月1日からは電話による正時の通報を得てモーターサイレンを鳴らす形に切り替えた。長崎市や熊本市のように午砲が続いた都市もあったが、1940年代に入って廃止された。
午砲が撃たれた場所は午砲台と呼ばれ、午砲台の場所が高台にある都市ではしばしばドン山と命名された。現在でも地名が受け継がれていることがある。